# باب الحيوانات المنزلية

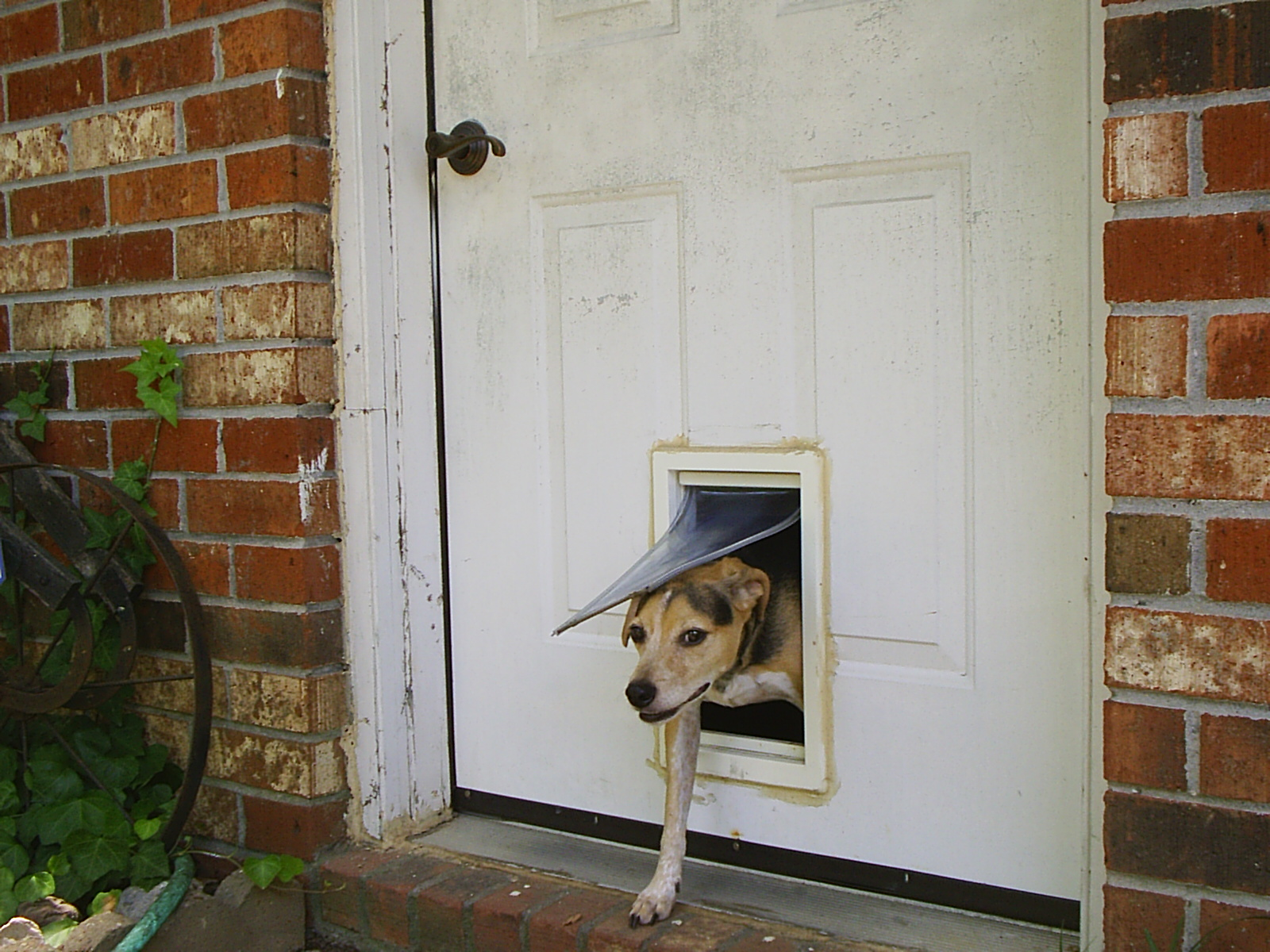
كلب يخرج من خلال الباب المُخصّص له

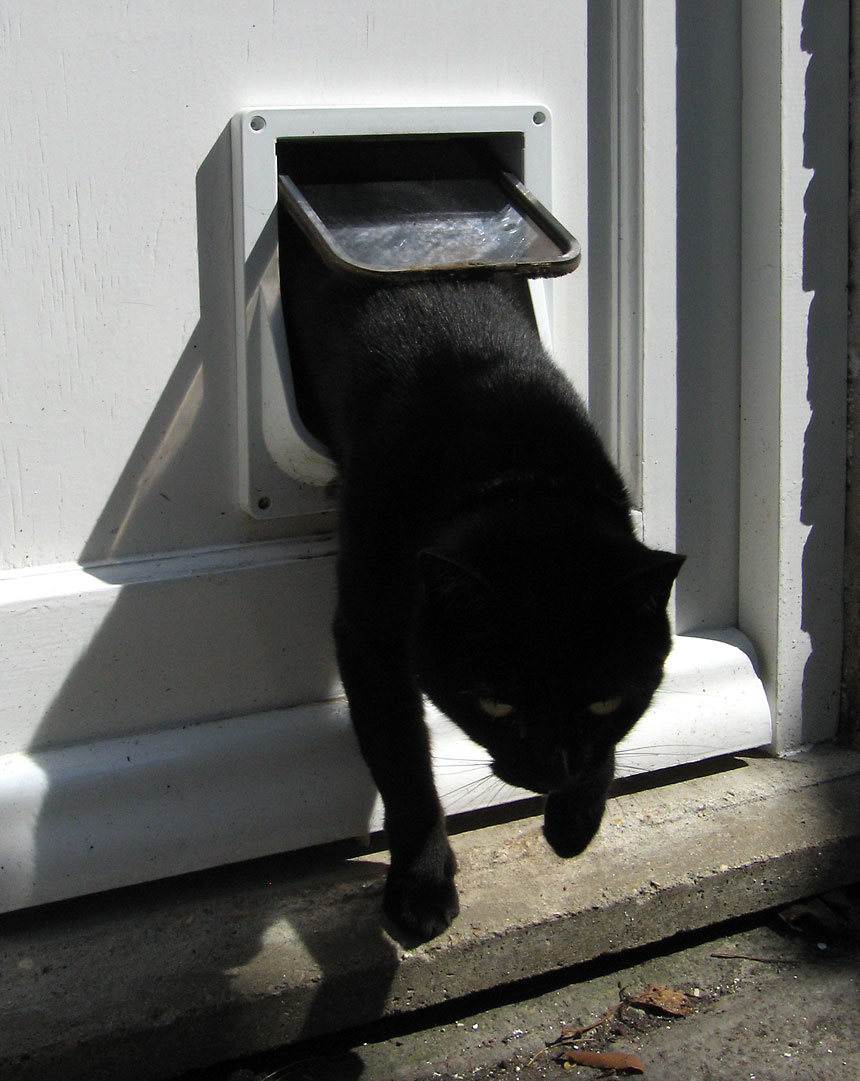
قط خارج عبر الباب

باب الحيوانات المنزلية (بالإنجليزية: Pet door)‏ هي بوابة صغيرة في الباب للسماح للحيوانات الأليفة بالدخول والخروج من المنزل من تلقاء نفسها دون الحاجة إلى شخص لفتح الباب. ويُقال إن إسحاق نيوتن هو الذي اخترع هذه الباب.